# ГЕС Малга-Боаццо
ГЕС Малга-Боаццо (італ. Malga Boazzo) — гідроелектростанція на півночі Італії. Розміщена перед ГЕС Cimego і становить верхній ступінь у каскаді на річці Кьєсе (ліва притока Ольо, яка через По належить до басейну Адріатичного моря).
У верхній течії Кьєсе дренує центрально-східну частину Адамелло-Пресанелла Альп. Тут у 1957 році спорудили водосховище із об'ємом 61 млн м3, яке утримує гравітаційно-контрфорсна гребля Малга-Біссіно висотою 88 метрів, довжиною 563 метри, товщиною від 3 (по гребеню) до 74 (по основі) метрів, котра потребувала 439 тис. м3 матеріалу. Від сховища до розташованого нижче по долині річки машинного залу проклали дериваційний тунель довжиною 5,4 км, який на завершальному етапі переходить у напірний водогін довжиною 0,7 км.
Підземний машинний зал обладнано двома турбінами типу Пелтон загальною потужністю 95 МВт, які при напорі у 560 метрів забезпечують виробництво 142 млн кВт·год електроенергії на рік.
Відпрацьована вода через відвідний тунель довжиною 0,2 км потрапляє до озера Малга-Боаццо, з якого подається на другий ступінь каскаду ГЕС Cimego.